# دانيال بينيتيز (لاعب كرة قدم)
دانيال بينيتيز (بالإسبانية: Daniel Benítez)‏ هو لاعب كرة قدم فنزويلي في مركز الدفاع، ولد في 23 سبتمبر 1987 في سان كريستوبال في فنزويلا، وتوفي في 9 أبريل 2021. لعب مع ديبورتيفو تاشيرا.

## وصلات خارجية
- دانيال بينيتيز (لاعب كرة قدم) على موقع قاعدة بيانات كرة القدم.إي يو (الإنجليزية)
- دانيال بينيتيز (لاعب كرة قدم) على موقع Soccerway.com (الإنجليزية)